# Женщины на грани нервного срыва
«Женщины на грани нервного срыва» (исп. Mujeres al borde de un ataque de nervios, 1988) — художественный фильм Педро Альмодовара. Две премии на первом вручении «Феликса», пять премий «Гойя» (в том числе за лучший фильм, за лучшую женскую роль и за лучший оригинальный сценарий), номинация на «Оскар» как лучший фильм на иностранном языке.

## Сюжет
Главную героиню, Пепу Маркос, бросает любовник Иван. В попытках найти его, чтобы выяснить причину ухода, ей приходится вступить в довольно напряжённые отношения с его бывшей женой Люсией, проявляющей признаки безумия, и сыном Карлосом, но те тоже находятся в полном неведении о его судьбе. В то же время к Пепе заявляется подруга Кандела, уверенная в том, что её ищет полиция, так как её любовник оказался террористом. Вместе они отправляются к адвокату Паулине Моралес, которая, как выясняется позже, и есть новая любовница Ивана. На протяжении всего фильма пути героев пересекаются в причудливой и запутанной манере.

## В ролях
- Кармен Маура — Пепа
- Антонио Бандерас — Карлос, сын Ивана и Люсии
- Хульета Серрано (Julieta Serrano) — Люсия, бывшая жена Ивана
- Росси де Пальма — Мариса, подруга Карлоса
- Мария Барранко — Кандела, подруга Пепы
- Кити Манвер — Паулина Моралес, адвокат
- Гильермо Монтесинос (Guillermo Montesinos) — таксист
- Чус Лампреаве — консьержка-свидетельница Иеговы
- Эдуардо Кальво (Eduardo Calvo) — отец Люсии
- Фернандо Гильен (Fernando Guillén) — Иван

## Съёмочная группа и производство
- Режиссёр: Педро Альмодовар
- Сценарист: Педро Альмодовар
- Продюсер: Педро Альмодовар
- Исполнительный продюсеры: Агустин Альмодовар (исп. Agustín Almodóvar), Антонио Льоренс (кат. Antonio Llorens)
- Оператор: Хосе Луис Алькайне (исп. José Luis Alcaine)
- Композитор: Бернардо Бонецци (Bernardo Bonezzi)
- Монтаж: Хосе Сальседо (исп. José Salcedo)
- Декорации: Эмилио Каньюэло (исп. Emilio Cañuelo), Феликс Мурсия (исп. Félix Murcia)
- Художник по костюмам: Хосе Мария де Коссио исп. José María de Cossío

Производство «El Deseo S.A.» и «Laurenfilm» (Испания).
Премьера состоялась 23 марта 1988 года в Барселоне, а 25 марта фильм вышел в широкий прокат в Испании.
Сборы в США составили 7,18 млн долларов.

## Музыкальное сопровождение
В фильме используются Каприччио на испанские темы и сюита «Шехеразада» Н. А. Римского-Корсакова.

## Награды и номинации
Фильм получил 18 премий и 18 номинаций.
Премия «Оскар»
- 1988 — номинация как лучший фильм на иностранном языке.

Премия BAFTA
- 1990 — номинация как лучший фильм не на английском языке.

Венецианский кинофестиваль
- 1988 — премия за лучший сценарий (англ. Golden Osella) Педро Альмодовару.

Европейская кинопремия
- 1988 — премия лучшей актрисе Кармен Мауре.
- 1988 — премия лучшему молодёжному фильму Педро Альмодовару.
- 1988 — номинация Феликса Мурсии за лучшее художественное руководство.

Премия «Золотой глобус»
- 1989 — номинация как лучший фильм на иностранном языке.

Кинофестиваль в Торонто
- 1988 — премия кинозрителей (англ. People's Choice Award) Педро Альмодовару.

Премия Давид ди Донателло
- 1989 — премия лучшему режиссёру зарубежного фильма (итал. Migliore Regista Straniero) Педро Альмодовару.

Премия Fotogramas de Plata
- 1989 — премия лучшей актрисе (исп. Mejor Actriz de Cine) Кармен Мауре.
- 1989 — премия лучшему актёру (исп. Mejor Actor de Cine) Антонио Бандерасу (также за роли в фильмах «Какими они были» (1987), «Батон-руж» (1988), «Удовольствие убивать» (1988)).
- 1989 — номинация Марии Барранко на премию лучшей актрисе (также за роль в другом фильме).
- 1989 — номинация Чус Лампреаве на премию лучшей актрисе (также за роли в двух других фильмах).

Премия Гойя
- 1989 — премия лучшему фильму.
- 1989 — премия за лучший оригинальный сценарий (исп. Mejor Guión Original) Педро Альмодовару.
- 1989 — премия ведущей актрисе (исп. Mejor Actriz Principal) Кармен Мауре.
- 1989 — премия актрисе второго плана (исп. Mejor Actriz de Reparto) Марии Барранко.
- 1989 — премия за лучший монтаж Хосе Сальседо.
- 1989 — 11 номинации, в том числе: за лучшую режиссуру, за лучшую операторскую работу, за лучшие костюмы, за лучший грим и макияж, за лучшее музыкальное сопровождение и др.

Премия Итальянского национального синдиката киножурналистов
- 1989 — премия «Серебряная лента» лучшему режиссёру иностранного фильма (итал. Regista del Miglior Film Straniero) Педро Альмодовару.

Премия Национального Совета по Рецензиям
- 1988 — премия лучшему иностранному фильму (англ. National Board of Review Award for Best Foreign Language Film).

Премия американского Национального общества кинокритиков
- 1989 — специальная премия Педро Альмодовару.

Премия Нью-Йоркского круга кинокритиков
- 1988 — премия лучшему иностранному фильму.

## Рецензии
- Васильев А. Женщины на грани нервного срыва (рецензия) // «Афиша». 11 мая 2007 г. — 13.11.2008.
- Кролик А. Женщины на грани нервного срыва (рецензия) // Рецензия на сайте Киномания.ру. — 13.11.2008.
- Распопин В. Женщины на грани нервного срыва (рецензия) // «Киноревью». — 13.11.2008.